# Ficus triradiata
Ficus triradiata är en mullbärsväxtart som beskrevs av Edred John Henry Corner. Ficus triradiata ingår i släktet fikonsläktet, och familjen mullbärsväxter. Utöver nominatformen finns också underarten F. t. sessilicarpa.